# Abdalelah Haroun
Abdalelah Haroun (àrab: عبد الإلٰه هارون)  (Sudan, 1 de gener de 1997 - Doha, 26 de juny de 2021), de nom complet Abdalelah Haroun Hassan, va ser un velocista sudanès nacionalitzat qatarià especialitzat en els 400 metres llisos. Ostenta el rècord asiàtic d'atletisme de pista coberta des del 2015.

## Biografia
Nascut el 1997 asl Sudan, va ser reclutat de jove per Qatar, però no va esdevenir elegible per a representar el país fins al 2 de febrer del 2015, havent obtingut la nacionalitat qatariana l'any anterior. La seva primera activitat registrada va ser un temps de 45,74 segons per als 400 m a Doha l'abril del 2014, cosa que el va situar entre els jóvens velocistes més prometedors del món del moment. Es va assegurar un lloc en l'escena d'elit de l'atletisme en la següent correguda professional, que va ser al Globen Galan el febrer de 2015, quan va batre el rècord asiàtic de pista coberta amb un temps de 45,39 segons, que també va ser la tercera marca més veloç de la història per a un atleta de categoria júnior i el debut més veloç de la història de pista coberta. En la seva següent aparició pública un mes després va establir la millor marca a l'aire lliure en completar el recorregut en tan sols 44,68 segons. Va guanyar amb comoditat la categoria dels 400 metres del Campionat Àrab d'Atletisme del 2015, que va tenir lloc a l'abril d'aquell any; fins i tot va superar l'egipci Anas Beshr per prop d'un segon.
Va córrer en la reunió de la Doha Diamond League i va guanyar el concurs fora de la lliga novament en un temps inferior a 45 segons. En el seu debut a la Diamond League, va acabar en cinquena posició al Prefontaine Classic. Ben aviat es va consolidar com un dels millors atletes sèniors del continent sencer quan en el Campionat Asiàtic d'Atletisme de 2015 va vèncer el saudita Yousef Masrahi en la final dels 400 metres amb el tercer cronometratge de la temporada de 44,68. La derrota per part d'un contrincant més jove va indignar Masrahi, que havia excel·lit en la categoria definitivament dues vegades abans, amb la qual cosa va afirmar públicament: «44,68 segons no és res per a mi. Tornaré i batré una altra vegada el rècord asiàtic».
Va representar Qatar als Jocs Olímpics d'Estiu de 2016, però va ser eliminat a la semifinal dels 400 metres llisos. També va aconseguir una medalla de plata en el Campionat del Món d'atletisme en pista coberta de 2016 amb 45,59 segons, per darrere de Pavel Maslák i per davant de Deon Lendore. L'any següent, Haroun va arribar a bronze, passat per Wayde van Niekerk i Steven Gardiner. Finalment, el 26 d'agost del 2018 es va emportar la medalla d'or dels 400 metres llisos en els Jocs Asiàtics de 2018 amb 44,89 segons i va compartir el podi amb Mohammad Anas i Ali Khamis Khamis.
El 26 de juny del 2021, a 24 anys, va morir en un accident de trànsit a Doha, la capital de Qatar. En aquell moment, hom considerava esperançador per al país que ell participés en els Jocs Olímpics d'Estiu de 2020, que van transcórrer un mes després de la seva defunció.

## Rècords personals
- 400 metres a l'aire lliure: 44,07 segons (2018)
- 400 metres en interior: 45,39 segons (2015)
- Relleu 4 × 400 metres: 3:00:56 (2018)